# Шри Ланка на Светском првенству у атлетици на отвореном 2022.
Шри Ланка је учествовала на 18. Светском првенству у атлетици на отвореном 2022. одржаном у Јуџину  од 15. до 25. јула шеснаести пут. Репрезентацију Шри Ланке је представљала су 3 такмичара (1 мушкарац и 2 жене) који се такмичили у 3 дисциплине (1 мушка и 2 женске). , .
На овом првенству такмичари Шри Ланке нису освојили ниједну медаљу нити су остварили неки резултат.

## Учесници
| Мушкарци: - Јупун Абејкун — 100 м | Жене: - Гајантика Артигала — 800 м - Нилани Ратнајака — 3.000 м препреке |

## Резултати

### Мушкарци
| Атлетичар     | Дисциплина | Лични рекорд | Предтакмичење | Предтакмичење | Квалификације | Квалификације | Полуфинале           | Полуфинале           | Финале               | Финале       | Детаљи |
| Атлетичар     | Дисциплина | Лични рекорд | Резултат      | Место         | Резултат      | Место         | Резултат             | Место                | Резултат             | Место        | Детаљи |
| ------------- | ---------- | ------------ | ------------- | ------------- | ------------- | ------------- | -------------------- | -------------------- | -------------------- | ------------ | ------ |
| Јупун Абејкун | 100 м      | 9,96 НР      | слободан      | слободан      | 10,19 (.187)  | 5. у гр. 3    | Није се квалификовао | Није се квалификовао | Није се квалификовао | 30 / 67 (71) |        |

### Жене
| Атлетичарка        | Дисциплина       | Лични рекорд | Квалификације  | Квалификације | Полуфинале            | Полуфинале            | Финале                | Финале  | Детаљи |
| Атлетичарка        | Дисциплина       | Лични рекорд | Резултат       | Место         | Резултат              | Место                 | Резултат              | Место   | Детаљи |
| ------------------ | ---------------- | ------------ | -------------- | ------------- | --------------------- | --------------------- | --------------------- | ------- | ------ |
| Гајантика Артигала | 800 м            | 2:01,44 НР   | 2:02,35 (.343) | 5. у гр. 2    | Није се квалификовала | Није се квалификовала | Није се квалификовала | 29 / 45 |        |
| Нилани Ратнајака   | 3.000 м препреке | 9:40,24 НР   | 9:54,10        | 13. у гр. 1   |                       |                       | Није се квалификовала | 39 / 42 |        |